# 1875年逝世人物列表
1875年逝世人物列表：1月 - 2月 - 3月 - 4月 - 5月 - 6月 - 7月 - 8月 - 9月 - 10月 - 11月 - 12月
下面是1875年逝世的知名人士列表。

## 1月

### 1月12日
- 同治帝，清第八皇帝

### 1月20日
- 让-弗朗索瓦·米勒，法國畫家

### 1月23日
- 查尔斯·金斯莱，英國作家

## 2月

### 2月5日
- 比爾吉特·安徒生，丹麥女演員和芭蕾舞演員

### 2月7日
- 埃德蒙·斯潘格勒，福特劇院的美國舞臺手

### 2月22日
- 让-巴蒂斯特·卡米耶·柯洛，法國畫家
- 查理斯·萊爾爵士，蘇格蘭地質學家[1]

## 3月

### 3月1日
- 特裡斯坦·科比埃，法國詩人

## 4月

### 4月4日
- 卡爾·莫赫，德國探險家

### 4月17日
- 瑪麗亞·米盧蒂諾維奇·蓬克塔托卡，塞爾維亞律師

### 4月25日
- 第十二世達賴喇嘛

## 5月

### 5月17日
- 约翰·布雷肯里奇，美國第14任副總統、同盟國戰爭部長

### 5月20日
- 歐登堡的阿瑪莉埃，希臘女王

### 5月31日
- 埃利法斯·列維，法國神秘學作家、魔術師

## 6月

### 6月2日
- 约瑟夫·克拉默，波蘭哲學家

### 6月3日
- 乔治·比才，法國作曲家

### 6月4日
- 愛德華·莫裡克，德國詩人

### 6月25日
- 安托萬-路易·巴里，法國雕塑家

### 6月29日
- 斐迪南一世，奧地利皇帝

## 7月至12月
- 7 月 8 日——小弗朗西斯·普雷斯頓·布萊爾，美國政治家、內戰軍官（生於 1821 年)
- 7 月 29 日——Paschal Beverly Randolph，美國神秘學家（生於 1825 年)
- 7 月 30 日——喬治·皮克特，美國邦聯將軍（生於 1825 年)
- 7 月 31 日——安德魯·約翰遜，美國第 17 任總統（生於 1808 年)
- 8 月 4 日——漢斯·克利斯蒂安·安徒生，丹麥作家（生於 1805 年)
- 8 月 6 日——厄瓜多總統加布里埃爾·加西亞·莫雷諾（生於 1821 年)
- 8 月 10 日——卡爾·安德列，德國地理學家（生於 1808 年)
- 8 月 11 日——威廉·亞歷山大·格雷厄姆，美國北卡羅來納州參議員（1840-1843 年），同盟國參議員（1864-1865）（生於 1804 年)
- 8月12日——亞諾什·卡爾多斯，匈牙利斯洛維尼亞福音派牧師、教師和作家（生於1801年)
- 8 月 16 日——巴伐利亞親王卡爾·西奧多，巴伐利亞陸軍元帥（生於 1795 年)
- 8月17日——威廉·布萊克，德國語言學家（生於1827年)
- 8 月 25 日——查理斯·奧古斯特·弗羅薩，法國將軍（生於 1807 年)
- 8 月 27 日——威廉·查普曼·拉爾斯頓，美國銀行家和金融家（生於 1826 年)
- 9 月 12 日——昌西·賴特，美國哲學家和數學家（生於 1830 年)
- 9 月 22 日——查理斯·比安科尼，義大利-愛爾蘭企業家（生於 1786 年)
- 10 月 10 日——阿列克謝·康斯坦丁諾維奇·托爾斯泰，俄羅斯作家（生於 1817 年)
- 10 月 12 日——讓-巴蒂斯特·卡爾波，法國雕塑家、畫家（生於 1827 年)
- 10 月 15 日——孤角酋長，美洲原住民酋長（生於 1790 年)
- 10 月 19 日——查理斯·考珀爵士，澳大利亞政治家，新南威爾士州州長（生於 1807 年)
- 10 月 24 日——雅克·保羅·米涅，法國神父、神學家和出版商（生於 1800 年)
- 11 月 14 日——維爾納·蒙辛格，瑞士冒險家（生於 1832 年)
- 11 月 21 日——奧裡斯·費里，美國內戰將軍和政治家（生於 1823 年)
- 11 月 22 日——亨利·威爾遜，美國第 18 任副總統（生於 1812 年)
- 11 月 24 日——老威廉·巴克豪斯·阿斯特，美國商人（生於 1792 年)
- 11 月 27 日——理查·克裡斯托弗·卡林頓，英國天文學家（生於 1826 年)
- 11 月 29 日——馬克西米利安·皮奧特羅夫斯基，波蘭畫家，柯尼斯堡藝術學院教授（生於 1813 年)
- 12 月 13 日——Théonie Rivière Mignot，美國餐館老闆和女商人（生於 1819 年)
- 12 月 25 日——年輕的湯姆·莫裡斯，蘇格蘭高爾夫球手（生於 1851 年)